# Sherlock Holmes (Filmreihe, 1912)
Sherlock Holmes ist der Name einer achtteiligen französisch-britischen Stummfilmreihe von 1912. In Deutschland waren diese Filme 1914 zu sehen. Der Regisseur aller Teile war Adrien Caillard, Sherlock Holmes wurde immer von Georges Tréville gespielt, die Rolle des Dr. Watson übernahm dabei Mr. Moyse. Die Filme gelten heute, bis auf den letzten Teil, als verschollen. Die Tabelle folgt der Aufstellung bei archive.org.

## Filme
1. Le ruban moucheté/The Speckled Band
2. Flamme d’argent/The Silver Blaze
3. The Beryl Coronet
4. The Musgrave Ritual
5. The Reigate Squires
6. The Stolen Papers
7. Le Mystère de Val Boscombe/The Mystery of Boscombe Valley
8. The Copper Beeches